# Podkarpacie
Podkarpacie (Podkarpacie Zewnętrzne) – region fizycznogeograficzny położony na obszarach Austrii, Czech, Polski, Ukrainy i Rumunii.
Podkarpacie leży na zewnętrznym przedpolu łuku Karpat Zachodnich i Wschodnich. Stanowi pas obniżeń, oddzielający Karpaty od Wyżyny Małopolskiej i Wyżyn Ukraińsko-Mołdawskich. W części zachodniej region ma charakter ciągu wyraźnie wyodrębnionych kotlin o różnej szerokości, w części wschodniej stanowi stosunkowo wąski pas o charakterze lekko pochylonego przedgórza. Podkarpacie charakteryzuje się stosunkowo ciepłym klimatem, o wilgotności zmniejszającej się z zachodu ku wschodowi.
Dzieli się na trzy podprowincje: 
- Podkarpacie Zachodnie,
- Podkarpacie Północne,
- Podkarpacie Wschodnie.

Do Polski należą części Podkarpacia Północnego i Wschodniego, których łączna powierzchnia na obszarze Polski wynosi ok. 16,2 tys. km² (około 5,5% obszaru kraju).